# Nol Hendriks
Arnold (Nol) Hendriks (Renkum, 15 mei 1937 – Heerlen, 21 oktober 2017) was een Nederlands ondernemer en sportbestuurder.

## Levensloop
Met zijn ouders verhuisde Hendriks in de Tweede Wereldoorlog naar Limburg, waar zijn vader in de Oranje Nassaumijn I in Heerlen werkte. Na verschillende banen te hebben gehad, onder andere als mijnwerker op dezelfde Oranje Nassaumijn I en op de Oranje Nassaumijn III te Heerlerheide, stortte hij zich vanaf 1961 op de textielhandel. In de zeventiger jaren zakte deze handel echter grotendeels in, waardoor hij en zijn gezin enkele jaren op de rand van faillissement balanceerden, maar met (financiële) hulp van toenmalige vriend en zakenrelatie Hein Prins wist hij het hoofd boven water te houden. Hij kocht dumppartijen op, die hij vervolgens goedkoop op de markt bracht in een voor Nederland nieuw concept: de Cash-and-Carry. Met deze handel werd Hendriks multimiljonair. Onder de namen Hendriks Textiel en Hendriks Mode opende hij verschillende winkels in Limburg en België. De hoofdvestiging met lunchroom werd gevestigd aan de Schelsberg te Heerlen.
Hendriks raakte in 1981 betrokken bij voetbalclub Roda JC. Hij financierde de komst van diverse spelers, was bestuurslid technische zaken en lid van de raad van commissarissen van de club. Naast het leveren van financiële middelen, scoutte hij ook zelf voetballers voor de club. Mede dankzij Hendriks groeide Roda JC vanaf 1989 uit tot een vaste subtopper in de Eredivisie. In 2006 trok hij zich terug als bestuurslid en geldschieter, omdat hij vond dat hij te veel rekening moest houden met de raad van commissarissen en andere bestuursleden. Toen de club in 2009 in sportieve en financiële problemen kwam, was er sprake van een terugkeer van Hendriks bij Roda JC, maar vanwege een moeizame relatie met directeur sportzaken Martin van Geel zag hij er uiteindelijk van af.
Op 18 mei 2016 was er een documentaire over Hendriks te zien op Fox Sports Eredivisie, genaamd Pecunia Non Olet, over zijn rol als ondernemer en financiële kracht achter Roda JC. 
In oktober 2017 werd Nol Hendriks met een hersenbloeding opgenomen in het ziekenhuis. Hij overleed enkele dagen later op 80-jarige leeftijd.